# Орбелиани, Дмитрий Захарович
Дми́трий Заха́рович (Заалович) Орбелиа́ни (1763—1827) — генерал-лейтенант, герой Кавказских походов.
Происходил из грузинского княжеского рода, родился в 1763 году. В службу был записан в 1769 году капралом в конную гвардию, в 1772 году произведён в сержанты и в 1778 году выпущен капитаном в Таганрогский драгунский полк.
В 1786 году Орбелиани отличился в Закубанском походе, в 1788 году находился при штурме Очакова, где был ранен пулей в левую руку, и при взятии Бендер, за отличие произведён в секунд-майоры. В 1790 году он снова сражался на Кубани против Батал-паши и в следующем году участвовал в штурме Анапы. Посланный с донесением в Санкт-Петербург к императрице Екатерине II князь Орбелиани по прибытии был произведён в премьер-майоры с переводом в Астраханский драгунский полк.
С 1793 года Орбелиани командовал 2-м батальоном Кавказского егерского корпуса, в 1797 году был произведён в подполковники и получил назначение на должность командира батальона в новосформированном 17-м (затем переименованном в 16-й) егерском полку, через год получил чин полковника, с 30 апреля 1799 года был командиром этого полка и с 13 апреля 1800 года был генерал-майором и шефом 18-го егерского полка (до 8 мая того же года).
В 1801 году он был определён по гражданским делам с переименованием в действительные статские советники, но в том же году вновь был переименован в генерал-майоры и занимался в Грузии формированием народной милиции. Во главе этих милиционных отрядов Орбелиани в 1803 году участвовал в Джаро-Белоканском походе и 1804 году сражался против Сурхай-хана Казикумухского и 30 ноября 1804 года по особому ходатайству главнокомандующего войсками на Кавказе князя Цицианова был награждён орденом св. Георгия 4-й степени (№ 654 по кавалерскому списку Судравского и № 1624 по списку Григоровича — Степанова)
За отличное мужество и храбрость, оказанные в сражении 1 и 15 января с горцами, где, находясь по собственному желанию, а потом, заступив место убитого генерал-майора Гулякова, устроил 15 числа все отступление.
3 марта 1804 года Орбелиани был назначен шефом Кабардинского мушкетёрского полка. В 1806 и 1807 годах он сражался против джарцев, а в 1809 году отличился против турок при взятии Поти, за что был награждён орденом св. Анны 1-й степени.
24 августа 1811 года назначен состоять по армии, в том же году получил должность бригадного командира 20-й пехотной дивизии, в 1812 году произведён в генерал-лейтенанты. С 1816 года он вновь состоял по армии без должности и в 1818 году окончательно вышел в отставку. Скончался в 1827 году.

## Семья
Первая жена (с 8 июля 1801) — княгиня Соломея Герасимовна Густиниани, вдова подпоручика Астраханского пехотного полка князя Григория Степановича Густиниани. Венчались в Петербурге в Симеоновской церкви, для невесты это был третий брак.
Вторая жена — княжна Анна Чолокаева, дочь Кайхосро Амилахвари, их имел сына Тамаза (?—1815, генерал-майор).